# Lioon nezperce
Lioon nezperce là một loài bọ cánh cứng trong họ Byrrhidae. Loài này được Johnson miêu tả khoa học năm 1991.